# Rudolf I van Bourgondië
Rudolf I van Bourgondië (ca. 855 - 25 oktober 912) was van 888 tot zijn dood koning van Opper-Bourgondië.
Hij was een zoon van Koenraad II van Auxerre, graaf van Auxerre, uit de familie der Welfen.
Door de erfenis van zijn vader, Koenraad II van Auxerre, was Rudolf graaf van Bourgondië en Auxerre, en lekenabt van Saint-Maurice. Daarmee was hij de machtigste man van Opper-Bourgondië (West-Zwitserland en Franche-Comté). Nadat Karel de Dikke was afgezet, verkoos de adel van Opper-Bourgondië Rudolf in 888 tot koning. Rudolf probeerde in de onduidelijke politieke situatie om opnieuw een onafhankelijk koninkrijk Lotharingen tot stand te brengen, zoals dat tot 869 had bestaan onder Lotharius II. Hij bezette grote delen van de Elzas en Lotharingen, en liet zich in juni 888 tot koning van Lotharingen kronen in Toul. Hij stootte daarbij evenwel op Arnulf van Karinthië en diende in oktober 888 op de rijksdag van Regensburg, Lotharingen op te geven in ruil voor zijn erkenning als koning van Bourgondië.
Rudolf stelde bisschop Theoderic van Besançon aan als zijn kanselier en sloot een bondgenootschap met Guido van Spoleto, een tegenstander van Arnulf in Italië. In 894 wisten ze samen nog te voorkomen dat Arnulf tot keizer zou worden gekroond. Daarop hield Arnulf een expeditie tegen Rudolf maar die liet het niet op een oorlog aankomen maar trok zich met zijn leger terug in de bergen. Ook een poging van Arnulfs zoon Zwentibold (koning van Lotharingen) om Rudolf te onderwerpen was zonder succes. Na de dood van Lodewijk IV het Kind maakte Rudolf weer gebruik van de politieke onzekerheid en veroverde Besançon en Basel.
Rudolf trouwde in 888 met Willa (ca. 865 - voor 924), mogelijk dochter van Bosso van Provence, die na Rudolfs dood hertrouwde met Hugo van Arles. Zij kregen de volgende kinderen:
- Rudolf II
- Lodewijk (- na 929), graaf van de Thurgau (een gebied dat aanmerkelijk groter was dan het huidige kanton), trouwde vermoedelijk met een dochter van Edward I maar het is niet zeker of dit Eadgifu of Aelgifu was.
- mogelijk Willa (- na 936), die huwde met Boso III van Arles maar door hem in 936 werd verstoten
- Waldrada, getrouwd met Bonifatius, markgraaf van Bologna en hertog van Spoleto

## Voorouders
| Voorouders van Rudolf I van Bourgondië | Voorouders van Rudolf I van Bourgondië                               | Voorouders van Rudolf I van Bourgondië                               | Voorouders van Rudolf I van Bourgondië           | Voorouders van Rudolf I van Bourgondië           |                                                  |
| -------------------------------------- | -------------------------------------------------------------------- | -------------------------------------------------------------------- | ------------------------------------------------ | ------------------------------------------------ | ------------------------------------------------ |
| Overgrootouders                        | Welf van Altdorf (-) ∞ Eigilwich (-)                                 | Hugo van Tours (775-837) ∞ Ava van Morvois (-839)                    | ? (-) ∞ ? (-)                                    | ? (-) ∞ ? (-)                                    |                                                  |
| Grootouders                            | Koenraad I van Auxerre (800-863) ∞ 1180 Adelheid van Tours (-na 866) | Koenraad I van Auxerre (800-863) ∞ 1180 Adelheid van Tours (-na 866) | ? (-) ∞ ? (-)                                    | ? (-) ∞ ? (-)                                    |                                                  |
| Ouders                                 | Koenraad II van Auxerre (835-876) ∞ Waldrada (-)                     | Koenraad II van Auxerre (835-876) ∞ Waldrada (-)                     | Koenraad II van Auxerre (835-876) ∞ Waldrada (-) | Koenraad II van Auxerre (835-876) ∞ Waldrada (-) | Koenraad II van Auxerre (835-876) ∞ Waldrada (-) |